# Gand
Gand (in francese [ɡɑ̃]) o Gent (in olandese [ɣɛnt]), in italiano medioevale Guanto, è una città del Belgio, capoluogo delle Fiandre Orientali.
Si estende su una superficie di 156,18 km² e al 1º gennaio 2019 contava 262 219 abitanti, il che ne faceva la seconda città più popolata del Belgio. Gand fu la capitale dell'antica contea delle Fiandre, spesso rivale di Bruges, e città natale di Carlo V. Importante nodo ferroviario, dispone anche di un porto fluviale che, attraverso una serie di canali, si collega al Mare del Nord. Il motto della città è in latino Fides et amor, «fedeltà e amore». Il dialetto locale «Gents» è uno dei più tipici in Belgio.

## Storia

### Le origini e il Medioevo
Il nome francese "Gand" deriva dal celtico Ganda, che significa "confluente", in quanto Gand è situata alla confluenza dei fiumi Leie e Schelda. Gent fu uno degli ultimi avamposti del paganesimo in Gallia, tuttavia, all'inizio del VII secolo, Sant'Amando vi fondò due abbazie, quella di San Pietro nel 625 e quella di San Bavone nel 650, attorno alle quali si svilupparono subito dei villaggi. I Vichinghi occuparono e distrussero più volte Gand e la regione circostante nell'851-852 e fra l'879 e l'883, finché vennero definitivamente fermati nell'autunno dell'891.
All'inizio del X secolo, Arnolfo I di Fiandra costruì una prima fortezza in pietra al posto dell'attuale Castello dei conti di Fiandra, alla confluenza dei due fiumi e ben presto attorno alla fortezza e lungo il fiume Leie crebbe un villaggio, l'Oudburg, il nucleo più antico da cui si sviluppò la città di Gand. Gand si trovava in un territorio paludoso, tale a causa dei numerosi straripamenti dei due fiumi, Leie e Schelda. Fu intrapresa un'intensa opera di bonifica dei terreni circostanti con canalizzazione di acque fluviali e pluviali, creando così le condizioni per l'impianto di mulini ad acqua i quali fornivano la forza motrice per le esigenze dell'industria tessile del lino e della lana.
A partire dall'anno 1000 lo sviluppo di Gand fu inarrestabile e in continua ascesa, tanto che divenne, fino al 1550, la più popolosa città dei Paesi Bassi e una delle maggiori d'Europa, arrivando ad ospitare, nel XIV secolo, fino ad oltre 60 000 abitanti. Era più grande di Londra, Colonia e Mosca. Escludendo l'Italia, c'era soltanto Parigi, con i suoi 100 000 abitanti, ad avere una popolazione maggiore, tanto che divenne famosa la frase che pronunciò l'imperatore Carlo V, nativo di Gent, che disse: 
(Carlo V d'Asburgo)
dove guanto (gant) con il gioco di trascrizione sta per Gand.
Nel 1180 Filippo d'Alsazia, conte di Fiandra, ricostruì il Castello di Gand, trasformando la città nella capitale delle Fiandre.

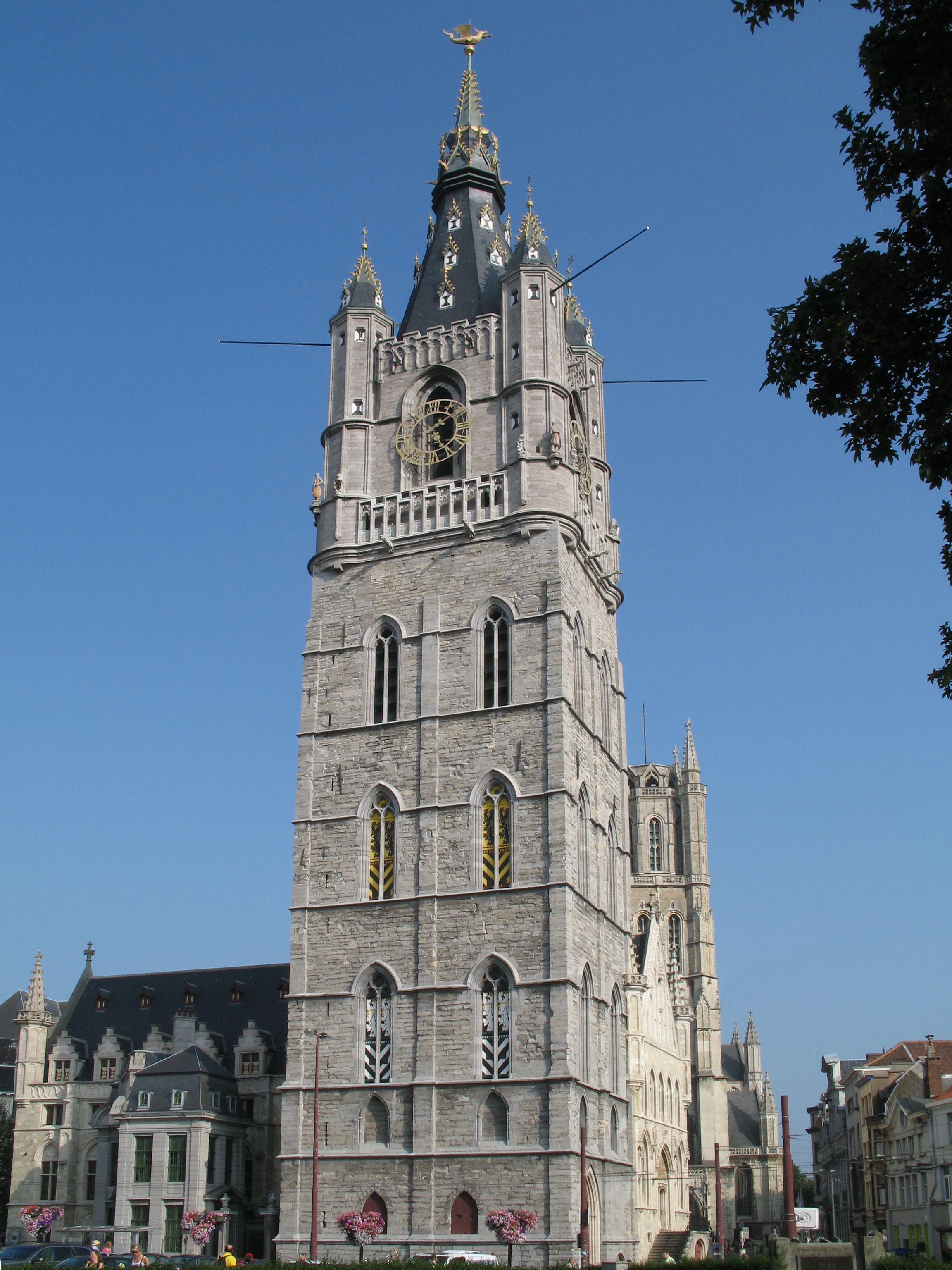
Il Beffroi, simbolo delle Libertà comunali

I comuni delle Fiandre, guidati dai ricchi mercanti, si trovarono dall'anno 1300 soggetti al dominio di Filippo IV il Bello, re di Francia, il quale aveva inviato una grande forza di occupazione per mantenere la sua sovranità sulla ricca regione, finché, nel 1302 i francesi, dopo aver subito il massacro della loro guarnigione a Bruges da contadini fiamminghi ribellatisi, furono sconfitti a Courtrai, nella Battaglia degli speroni d'oro, dai comuni fiamminghi. Intanto, a seguito dell'intenso interscambio di materia prima con prodotti tessili finiti, i rapporti con l'Inghilterra divennero così stretti che Giovanni Plantageneto divenne primo Duca di Lancaster.
Chiamato dal conte filo-francese Luigi I di Fiandra, Filippo VI di Francia intervenne con il suo esercito e schiacciò le città fiamminghe rivoltose a Cassel nel 1328. Luigi I giunse al punto di costringere i sudditi fiamminghi a combattere contro le navi di Edoardo III d'Inghilterra. Tuttavia i cittadini di Gand elessero loro borgomastro nel 1337 Jacob van Artevelde, figlio di una potente famiglia mercantile cittadina, che respinse l'11 aprile 1338 l'armata reale. Grazie a questo evento Artevelde acquisì un gran potere in città fondando nel 1338 un concilio di cinque Capitani (Audiëntie) di cui egli era il leader, in un regime semi-dittatoriale.. Nel 1339 creò un'alleanza fra le tre città di Gand, Ipro e Bruges, dette i Tre Membri, che costrinse il conte alla fuga dai suoi territori. Furono proprio i Capitani di Gand a persuadere Edoardo III di Inghilterra a rivendicare il trono di Francia; infatti proprio a Gand, l'8 febbraio 1340, Edoardo III si proclamò re di Francia. Ciò procurò alle Fiandre privilegi e concessioni economiche.
Una nuova ribellione fiamminga, organizzata dalla città di Gent, venne soffocata dal conte Luigi II di Fiandra e dal re di Francia nel gennaio del 1349, cui seguirono trent'anni di pace e prosperità durante i quali la città si rafforzò ulteriormente. Nel 1360 ritornò a Gand, dopo la fuga in Inghilterra, Filips van Artevelde, figlio di Jacob, che rientrò subito in politica. Nel 1379, i tessitori di Gand si ribellarono nuovamente, mentre Bruges rimase fedele al conte, che pose il suo quartier generale proprio in quella città. Gand si affidò alla guida di Filips, che dopo il fallimento delle trattative attaccò Bruges, sconfisse Luigi II in campo aperto e conquistò la città nel maggio del 1382.
Tuttavia il re francese, alleatosi con il duca di Borgogna, sconfisse i fiamminghi nella Battaglia di Roosebeke nel novembre del 1382, ripristinando il dominio di Luigi II. Nel 1385 Gand cedette alle pressioni francesi e, in cambio di un'amnistia, accettò il ritorno al potere dei conti di Fiandra e rinunciò all'alleanza con gli inglesi. Nel 1407 la sede del Consiglio delle Fiandre, la più alta giurisdizione della contea, venne trasferita da Bruges a Gand.

### Rinascimento ed età moderna

Divisione dei Paesi Bassi dopo l'Unione di Utrecht

Il 24 febbraio del 1500 Giovanna di Castiglia diede alla luce, in città, il figlio Carlo, futuro imperatore del Sacro Romano Impero e re di Spagna, contro il quale anni dopo i cittadini di Gand si ribellarono. La rivolta, sviluppatasi fra il 1549 e il 1550, fu soffocata da Carlo V nel sangue. Inoltre essa perdette tutti i privilegi civici che aveva accumulato nel tempo.
L'avvento del protestantesimo, in particolare del calvinismo, vide l'intervento spagnolo nelle Fiandre, al quale si ribellarono le città dei Paesi Bassi, che l'8 novembre 1576, a Gand, strinsero un'alleanza fra le Diciassette Province dei Paesi Bassi (Pacificazione di Gand), accordandosi per il mantenimento della tolleranza religiosa e per il proseguimento comune della lotta contro le forze spagnole ammutinate presenti nella regione.
Nel 1577 i calvinisti radicali presero il potere e fecero di Gand una Repubblica calvinista, nella quale i cattolici vennero sistematicamente perseguitati e numerosi furono gli atti di iconoclastia. Il 23 gennaio 1579 Gand aderì all'Unione di Utrecht, promossa da Guglielmo d'Orange, e nel 1581, assieme al resto delle Fiandre, siglò l'Atto di abiura, ovvero la dichiarazione ufficiale di indipendenza dei Paesi Bassi dalla Spagna di Filippo II. Quest'ultimo reagì inviando nella regione Alessandro Farnese, duca di Parma e già vincitore di Lepanto, che grazie a duri assedi e all'abilità diplomatica, riprese a una a una tutte le città delle Fiandre, tra cui anche Gand (17 settembre 1584), ponendo termine al predominio protestante e restaurando definitivamente in tutta la regione la sovranità spagnola e, con essa, la religione cattolica.
Il ritorno degli spagnoli significò per tutte le Fiandre, Gand inclusa, un lungo periodo di decadenza, dacché le attività mercantili che avevano fatto la sua fortuna si spostarono più a nord, nella Repubblica delle Sette Province Unite, laddove la ribellione aveva avuto successo e che rimase indipendente e di fede protestante. La crisi divenne ancor più drammatica con la pace di Vestfalia (1648), che privò la città (così come l'antica rivale Anversa) di uno sbocco diretto al mare, solo parzialmente alleviata dall'apertura del canale verso Bruges. A quell'epoca, la popolazione si era ridotta a soli 30 000 abitanti, metà di quella dei tempi d'oro.

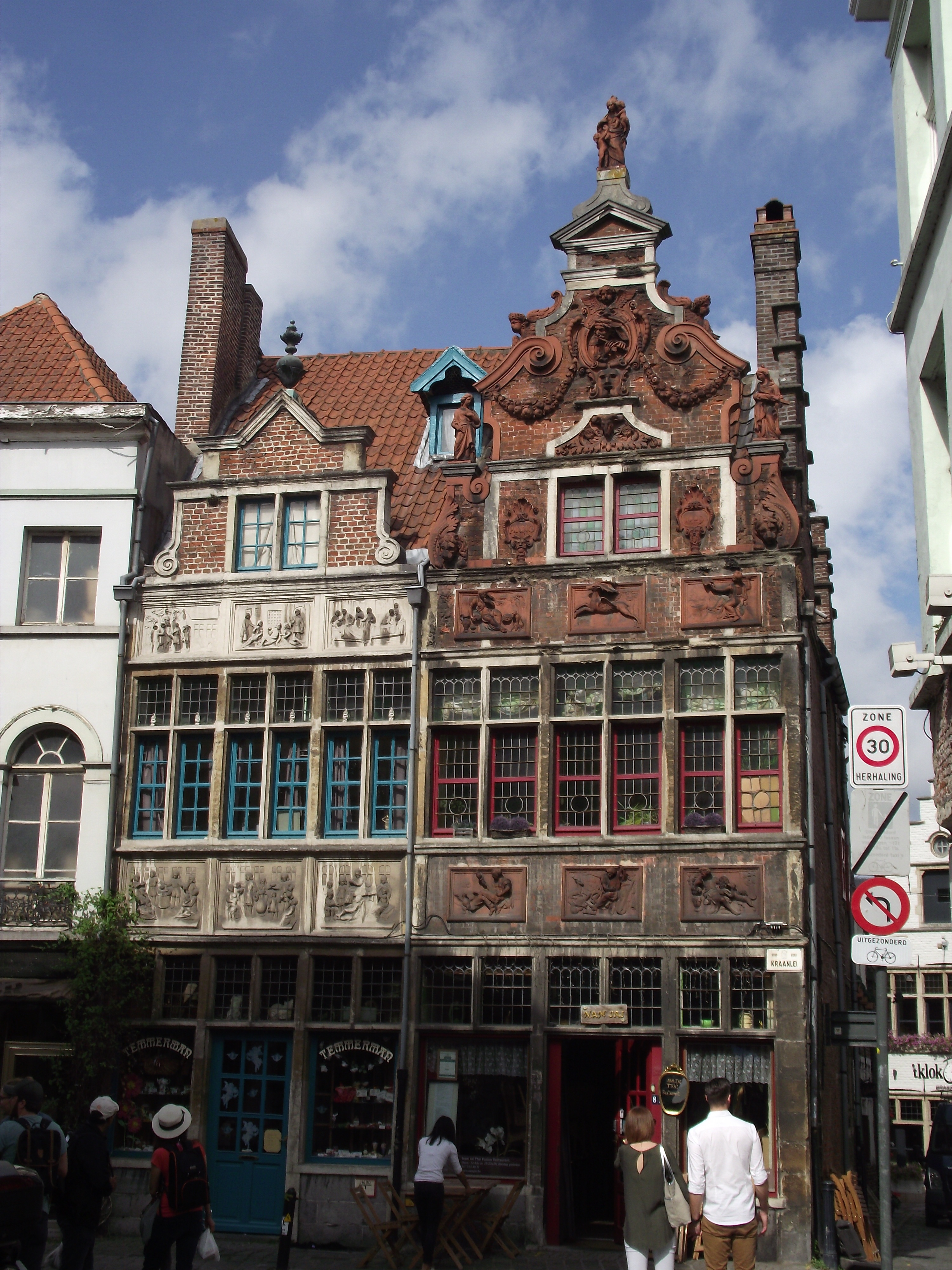
Le case delle Opere di Misericordia e del Cervo volante, XVII secolo

Nella seconda metà del XVII secolo i Paesi Bassi spagnoli finirono nelle mire del re di Francia Luigi XIV, venendo invasi a più riprese dalle armate francesi. In particolare, all'inizio del 1678 la città di Gand venne assediata e conquistata dalle truppe francesi del maresciallo di Francia Vauban, ma con il Trattato di Nimega la città tornò alla Spagna.
Durante la Guerra di successione spagnola (1700-1714), il controllo di Gand passò di mano più volte: occupata dagli anglo-olandesi nel 1706, si ribellò nell'estate del 1708, tornando sotto controllo borbonico, ma venne definitivamente ripresa dagli alleati alla fine dello stesso anno. Come risultato, al termine della guerra Gand passò, con il resto dei Paesi Bassi (ex) spagnoli, all'Austria, ma non migliorò la propria posizione, poiché anche gli Asburgo austriaci, come prima i cugini spagnoli, non dimostrarono molto interesse per la regione.
Il dominio austriaco fu inframmezzato da brevi occupazioni francesi, come durante la Guerra di successione austriaca, quando due mesi dopo la vittoria francese della Battaglia di Fontenoy, Gand venne presa dai francesi l'11 luglio 1745, per essere restituita all'Austria al termine della guerra.
Il malcontento popolare nei confronti del governo liberale e centralizzatore di Giuseppe II e il successo della rivoluzione in Francia e a Liegi portarono, tra il 13 e il 17 novembre 1789, all'Insurrezione di Gand, quando una rivolta urbana costrinse la nutrita guarnigione imperiale a evacuare la città; la vittoria dei ribelli fu alla base di un nuovo tentativo indipendentista dopo quello del XVI secolo, con la proclamazione degli Stati Belgi Uniti, ma come allora gli Asburgo riuscirono a riprendere il controllo della situazione già alla fine del 1790.
Il dominio asburgico comunque era agli sgoccioli; dopo la battaglia di Fleurus (26 giugno 1794), gli austriaci, sorprendentemente sconfitti, lasciarono tutta la regione nelle mani dei vittoriosi rivoluzionari francesi, nelle quali restò per tutto il periodo napoleonico. Gand divenne capitale del dipartimento della Schelda (Escaut), ritrovando l'accesso diretto al mare perduto più di due secoli prima.
Nel frattempo, già dalla metà del XVIII secolo Gand poté assistere finalmente a una ripresa economica della sua industria tessile, ritornando a essere la più grande città del Belgio fino alla carestia del 1845-48. In particolare, alla fine del XVIII secolo, Gand, divenne la prima città industrializzata di terraferma e nel 1800 l'ingegnere Lieven Bauwens installò a Gand il Mule Jenny, la prima macchina tessile industriale del continente, secondo disegni copiati in Inghilterra, che la porterà a essere, nella seconda metà del XIX secolo, la principale città tessile della lana dei Paesi Bassi, la più grande fabbrica di lino dell'Europa occidentale e la prima città industriale in terraferma per il cotone, meritandogli il nome di "Manchester del Continente".
Il 24 dicembre 1814 venne firmato in città il Trattato di Gand, che pose fine alla Guerra anglo-americana del 1812 fra gli Stati Uniti e il Regno Unito. Durante i Cento giorni, il re Luigi XVIII di Francia si rifugiò a Gand, che le meriterà l'appellativo satirico di Notre Père de Gand.
Dopo la disfatta di Napoleone Bonaparte nella Battaglia di Waterloo del 18 giugno 1815 e il conseguente Congresso di Vienna, Gand e i vecchi Paesi Bassi meridionali entrarono a far parte nel 1816 del Regno Unito dei Paesi Bassi. L'autorità olandese aprì in città una propria università nel 1817 e la fece ridivenire un porto marittimo, grazie all'apertura del canale Gand-Terneuzen nel 1827.
Tuttavia, con lo scoppio della rivoluzione belga (1830) la città di Gand dovette soffrire nuovamente il blocco dell'accesso al mare per una decina di anni, con gravi conseguenze economiche. Il primo sindacato belga venne fondato nel 1857 a Gand. Nel 1913, la città fu sede di un'esposizione universale, in occasione della quale venne edificata la stazione ferroviaria di Sint-Pieters (San Pietro). Gand fu occupata dai tedeschi in entrambe le guerre mondiali, ma fortunatamente si salvò dalle gravi distruzioni. Fu liberata dagli inglesi della 7ª Divisione corazzata il 6 settembre 1944.

## Monumenti e luoghi d'interesse

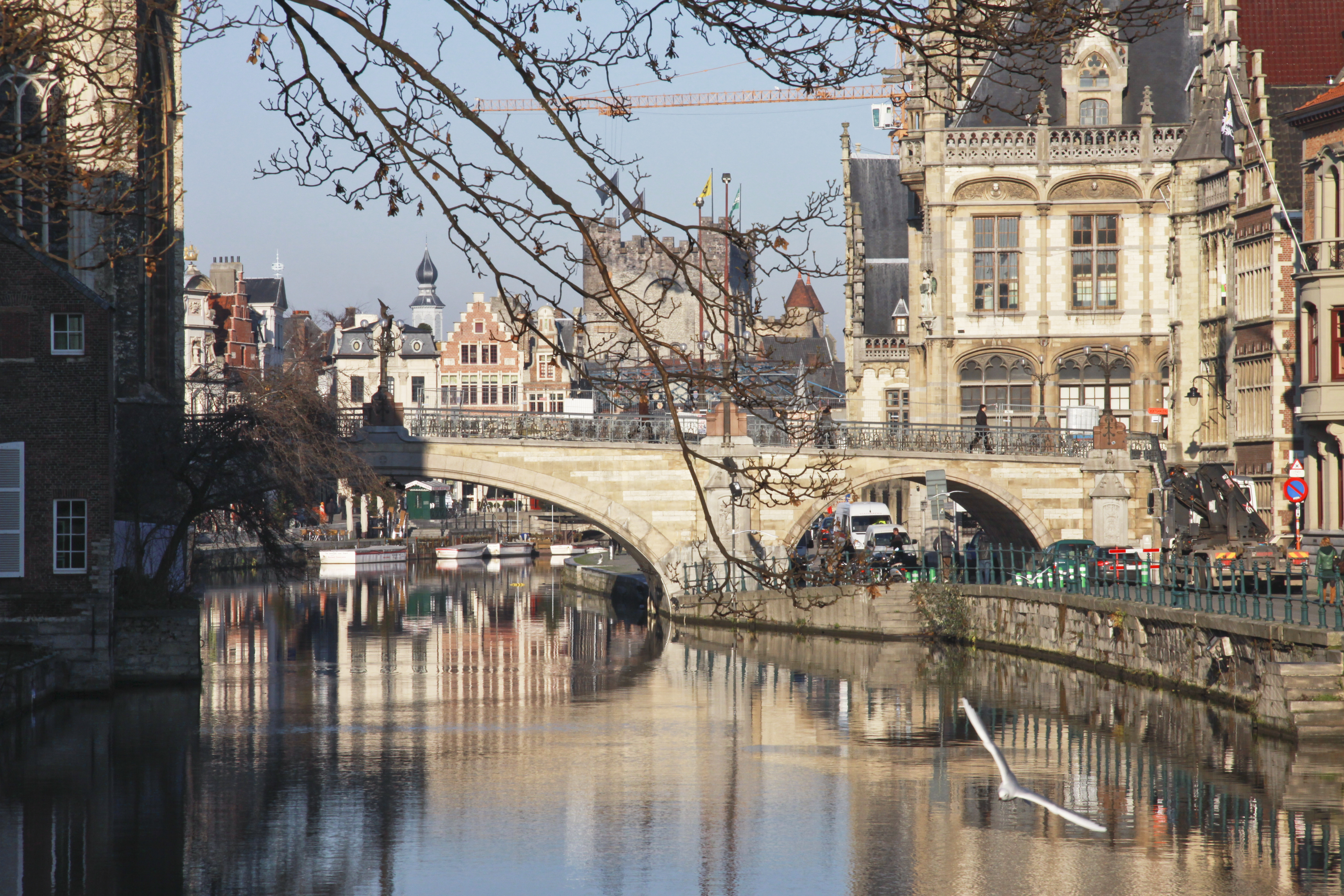
Vista del centro della città attraversato dalla Leie

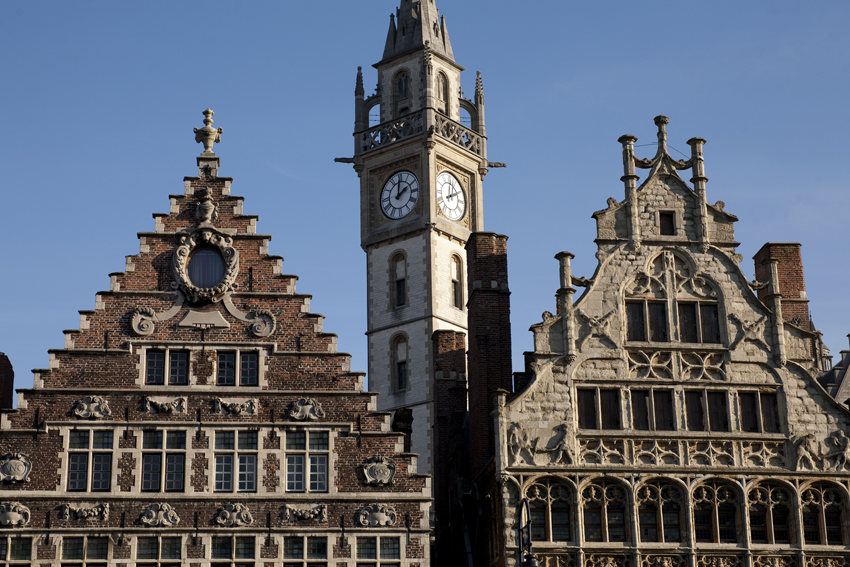
Frontoni delle Case delle Corporazioni lungo il Graslei

### Monumenti civili
- Il Municipio di Gand, è uno dei più bei palazzi pubblici delle Fiandre. Presenta due parti distinte erette alla distanza di un secolo l'una dall'altra su edifici precedenti. Venne commissionato ai grandi architetti fiamminghi Rombout II Keldermans e Dominikus de Waghemakere i quali incominciarono la prima ala in un ricchissimo stile gotico fiammeggiante. L'altra parte, in stile rinascimentale, venne aggiunta fra il 1595 e il 1622. All'interno si conservano le sontuose sala di rappresentanza.
- Il Graslei e Korenlei, letteralmente "Riva delle Erbe" e "Riva del Grano", sono le due banchine che sorgono sulle sponde del fiume Leie, lungo il suo corso attraverso il centro della città. Comprese fra il Grasbrug, "Ponte delle Erbe", e il Sint-Michielsbrug, entrambe le rive erano infatti chiamate dai battellieri comunemente Tusschen Brugghen, "Tra i ponti" e costituivano il vero nucleo commerciale della città, svolgendo le funzioni di porto d'attracco, carico e scarico delle merci destinate ai mercati del centro della città. Vi sorsero subito, dal XIII secolo, numerose Case delle potenti Corporazioni locali, che ben presto trasformarono questa parte del fiume nel vero centro economico e pulsante di Gand. Oggi sono una delle parti più turistiche e interessanti di Gand, tanto da essere state riconosciute dallo Stato Belga nel 1952 come "Paesaggio protetto" (beschermd als landschap) e nel 1994 come "Città protetta" (beschermd stadsgezicht)[11].
- Il Castello dei conti di Fiandra (Gravensteen), venne fatto costruire intorno al 1180 da Filippo d'Alsazia sui resti di uno precedente castello del IX secolo secondo lo stile dei forti dei Crociati in Siria. L'edificio rappresentò il "centro di potere" dei conti di Fiandra nel corso di tutto il Medioevo ed è l'unico castello medievale fatto costruire dai conti di Fiandra che si sia conservato pressoché intatto, anche perché venne completamente restaurato nel XIX - XX secolo.
- Il Beffroi (letteralmente torre campanaria) con annesso museo delle campane. La torre simboleggia il potere comunale e i lavori di costruzione incominciarono nel 1313 e proseguirono, con frequenti interruzioni a causa di guerre e problemi interni, fino al 1380, anno in cui fu terminata. Durante gli anni la torre ha avuto ben 7 coronamenti, dovuti al continuo crescere del numero delle campane. La primitiva struttura in legno fu rimpiazzata da una in ghisa che, per mancanza di manutenzione, incominciò a ossidarsi, perciò venne demolita. Successivamente fu ricostruita in pietra, ispirata ad un abbozzo del XIV secolo.
- Il Castello di Gerardo il Diavolo, residenza medievale che sorge sulla riva del Reep. Venne costruito a partire dal XIII secolo e poi più volte modificato per esser adattato a scopi diversi.
- La piazza Graaf van Vlaanderenplein con i suoi edifici neoclassici.
- Il palazzo Hotel d'Hane-Steenhuyse di proprietà della città di Gent.

### Monumenti religiosi

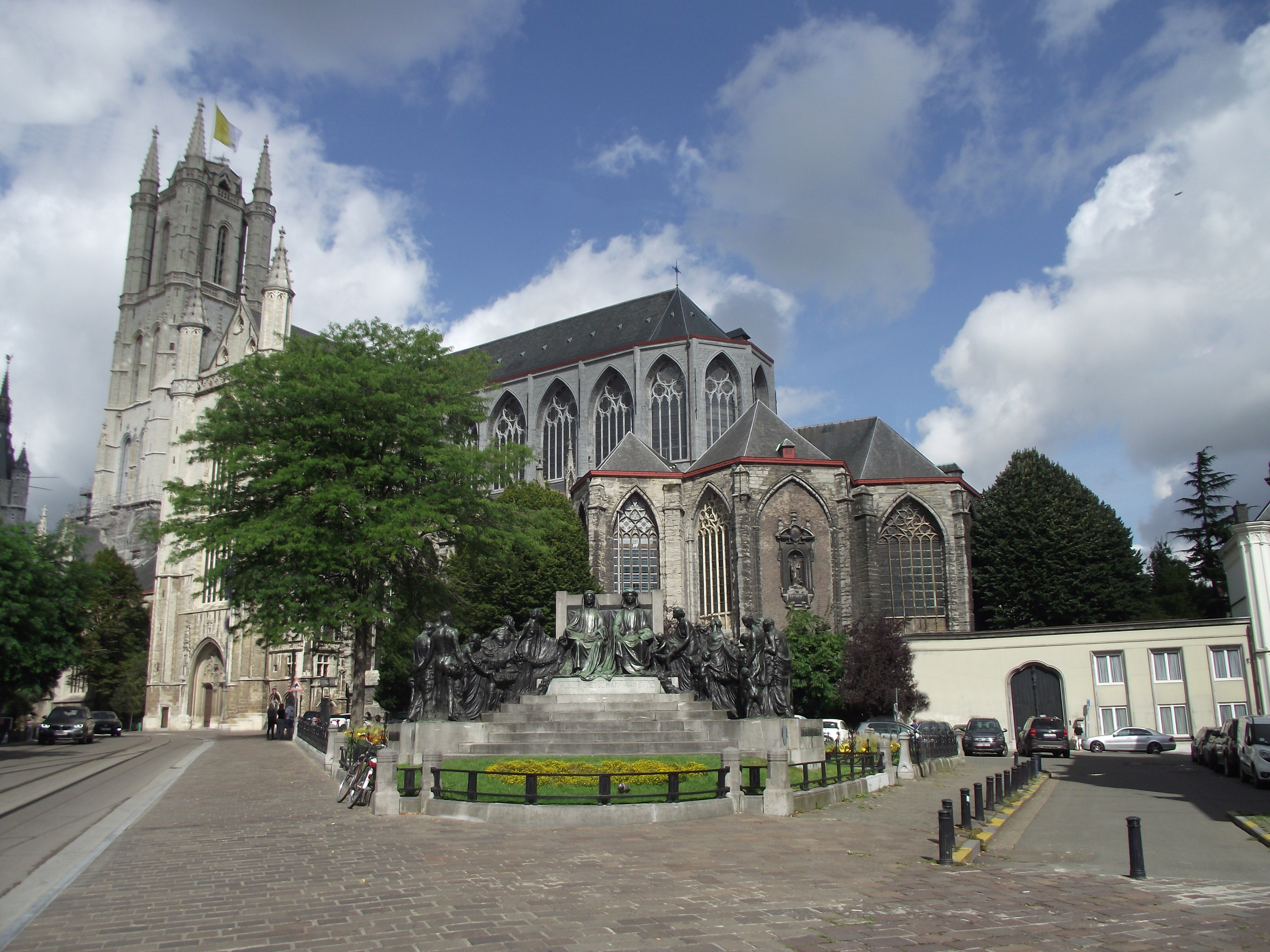
La Cattedrale di San Bavone

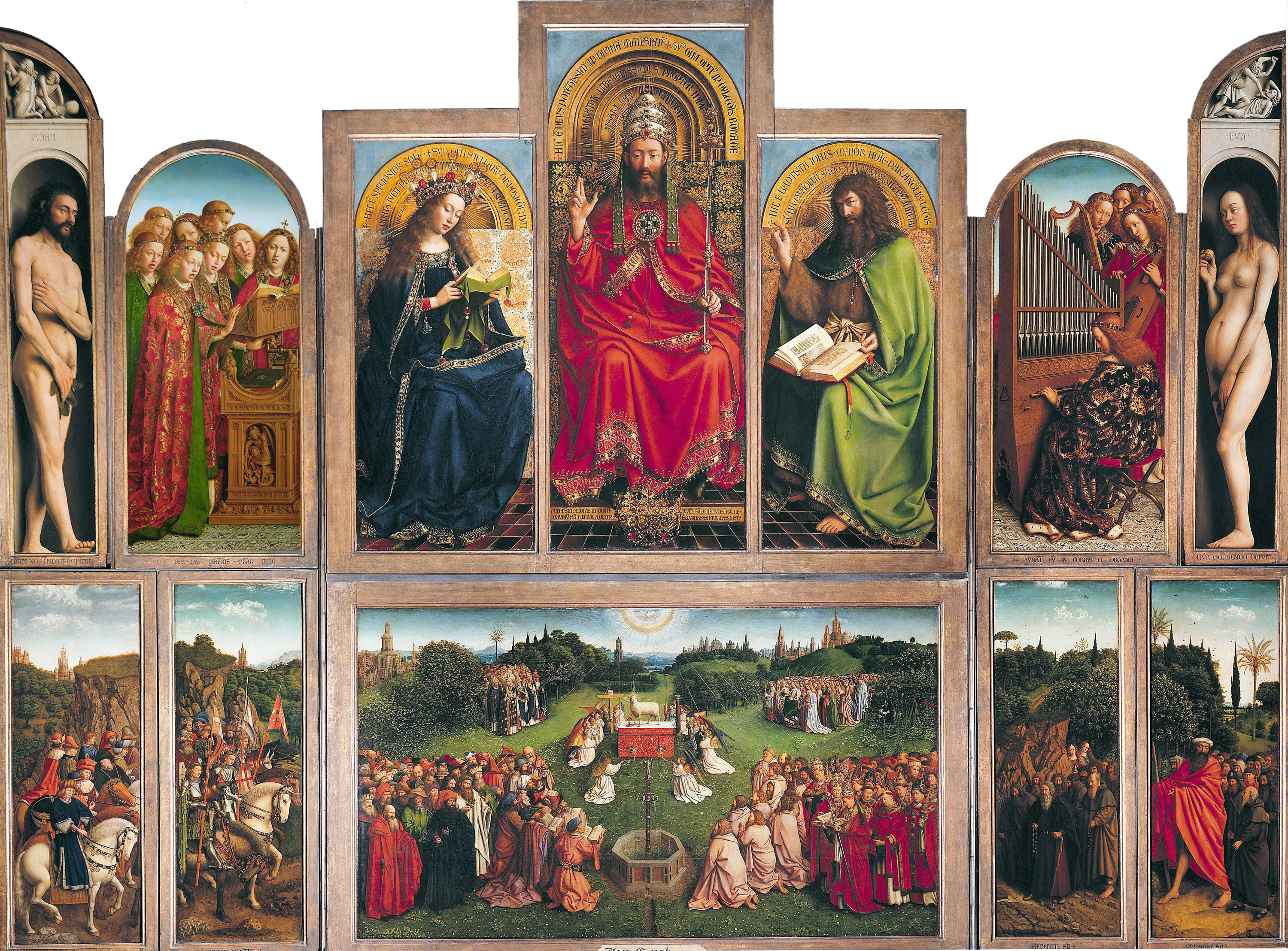
Il Polittico dell'Agnello Mistico di Jan e Hubert van Eyck, conservato nella Cattedrale di San Bavone

- La Cattedrale di San Bavone rappresenta uno dei migliori esempi dell'Architettura gotica secondo l'interpretazione del locale stile Gotico brabantino. Venne eretta a partire dal 1228 come Collegiata di San Giovanni, divenne Cattedrale nel 1559. All'interno custodisce notevoli opere d'arte, fra cui spicca il celebre polittico dell'Agnello Mistico, costituito da 10 pannelli di legno di quercia, venne realizzato dai fratelli Jan e Hubert van Eyck ed esposto nel 1432. Capolavoro considerato l'apice della pittura fiamminga del XV secolo. Vi si conserva anche la Conversione di San Bavone, opera eseguita nel 1623 da Peter Paul Rubens. Inoltre vi è un pulpito rococò realizzato in legno e marmo da Laurent Delvaux nel 1741-1745.
- La Chiesa di San Michele, sorge dietro il ponte omonimo, e fa da sfondo al Graslei e Korenlei. È un grande edificio tardo-gotico eretto in due fasi, la prima fra XV e XVI secolo e la seconda nel XVII secolo.
- La Chiesa di San Nicola, è la chiesa più antica della città, dedicata a San Nicola di Bari, sorge sul Korenmarkt, il "Mercato del Grano". Rappresenta un buon esempio dell'architettura gotica, nella sua fase primitiva, secondo gli stilemi tipici della regione scaldiana. Sua particolarità è la torre-lanterna che sorge sulla crociera. Venne eretta su edifici precedenti a partire dal 1225 circa, e terminata nel 1270. Nel XIV-XV secolo venne rifatto il coro a cappelle radiali e nel corso del XVII secolo venne molto modificata e snaturata quando vide anche il crollo dell'alta guglia della torre, sostituita dall'attuale tetto conico. Venne profondamente restaurata dall'inizio del XX secolo ed i lavori sono finiti nel 2018-2019.
- Il Campo Santo è un grande cimitero nel quartiere di Sint-Amandsberg, chiamato come il cimitero di Campo Santo a Roma. È un cimitero dove sono sepolte molte celebrità cattoliche ma anche alcuni liberi pensatori, letterati, pittori e compositori artistici sotto costose lapidi, di cui 131 protette. Il cimitero si trova su una collina sulla quale Sant'Amando avrebbe predicato nel VII secolo, con alla sua punta più alto la tarda cappella barocca di Sant'Amando (1720) e gli alberi che erano già presenti al primo funerale nel 1847 del benefattore Marie de Hemptinne.
- Chiesa di San Giovanni Battista.

## Clima
| Gand                | Mesi | Mesi | Mesi | Mesi | Mesi | Mesi | Mesi | Mesi | Mesi | Mesi | Mesi | Mesi | Stagioni | Stagioni | Stagioni | Stagioni | Anno |
| Gand                | Gen  | Feb  | Mar  | Apr  | Mag  | Giu  | Lug  | Ago  | Set  | Ott  | Nov  | Dic  | Inv      | Pri      | Est      | Aut      | Anno |
| ------------------- | ---- | ---- | ---- | ---- | ---- | ---- | ---- | ---- | ---- | ---- | ---- | ---- | -------- | -------- | -------- | -------- | ---- |
| T. max. media (°C)  | 4,9  | 6,1  | 9,3  | 12,9 | 17,0 | 20,1 | 21,5 | 21,5 | 19,4 | 15,0 | 9,4  | 6,1  | 5,7      | 13,1     | 21,0     | 14,6     | 13,6 |
| T. min. media (°C)  | 0,4  | 1,0  | 2,7  | 5,3  | 8,6  | 11,5 | 13,2 | 13,4 | 11,7 | 8,4  | 4,3  | 1,6  | 1,0      | 5,5      | 12,7     | 8,1      | 6,8  |
| Precipitazioni (mm) | 62   | 50   | 58   | 47   | 56   | 65   | 68   | 67   | 64   | 73   | 74   | 70   | 182      | 161      | 200      | 211      | 754  |

## Cultura

### Musei
- Il più importante museo di Gent è il Museo delle Belle Arti che contiene opere di Hieronymus Bosch e diversi altri maestri fiamminghi ed europei.
- Lo SMAK, un museo di arte contemporanea con opere del XX secolo.
- Il Museo del Design ospitato in un palazzo signorile del XVIII secolo e che contiene un'importante collezione di oggetti e mobili Art Nouveau, art déco e contemporanei. Il museo ospita anche mostre temporanee di gioielli, mobili e ceramiche disegnati da giovani designer.
- Lo Stadsmuseum (STAM) che si focalizza soprattutto sulla storia della città e in cui si può trovare una foto aerea di Gent di 300 m².
- Il Gents Universitair Museum (GUM) che si concentra sulla scienza, sulla ricerca e sul pensiero critico. Si trova nel giardino botanico di Gent, vicino allo SMAK e al Museum voor Schone Kunsten.
- Il Kunsthal Gent, un centro per l'arte contemporanea che contiene diverse esposizioni di artisti locali e internazionali, tra cui dipinti, sculture, video, arti performative, design e moda.

### Università
La città è sede dell'Università di Gand, una delle più prestigiose università belghe.

## Geografia antropica

### Suddivisioni amministrative
Il comune di Gent è costituito dai seguenti distretti:
- Il centro storico, Gent (I)
- Mariakerke (II)
- Drongen (III)
- Wondelgem (IV)
- Sint-Amandsberg (V)
- Oostakker (VI)
- Desteldonk (VII)
- Mendonk (VIII)
- Sint-Kruis-Winkel (IX)
- Ledeberg (X)
- Gentbrugge (XI)
- Afsnee (XII)
- Sint-Denijs-Westrem (XIII)
- Zwijnaarde (XIV)

## Sport

### Calcio
La città è sede del Koninklijke Atletiek Associatie Gent, vincitore di un campionato e quattro coppe nazionali.

### Ciclismo
La città è famosa per essere il punto di partenza della Gand-Wevelgem, importante corsa di ciclismo su strada facente parte delle classiche del pavé.

### Football americano
La città è sede dei Ghent Gators, campioni nazionali nel 2014.

## Infrastrutture e trasporti
Il trasporto pubblico cittadino è gestito dalla De Lijn e prevede anche una rete tranviaria composta da 4 linee.
Lo scalo ferroviario principale è la stazione di Gent-Sint-Pieters. La città è collegata a Bruxelles con la linea ferroviaria n. 50 che da Gand procede verso Bruges e Ostenda come linea 50A. È anche collegata ad Anversa dalla linea 59. Mentre verso sud è collegata alla Francia dalla linea 75.